# Orlando furioso

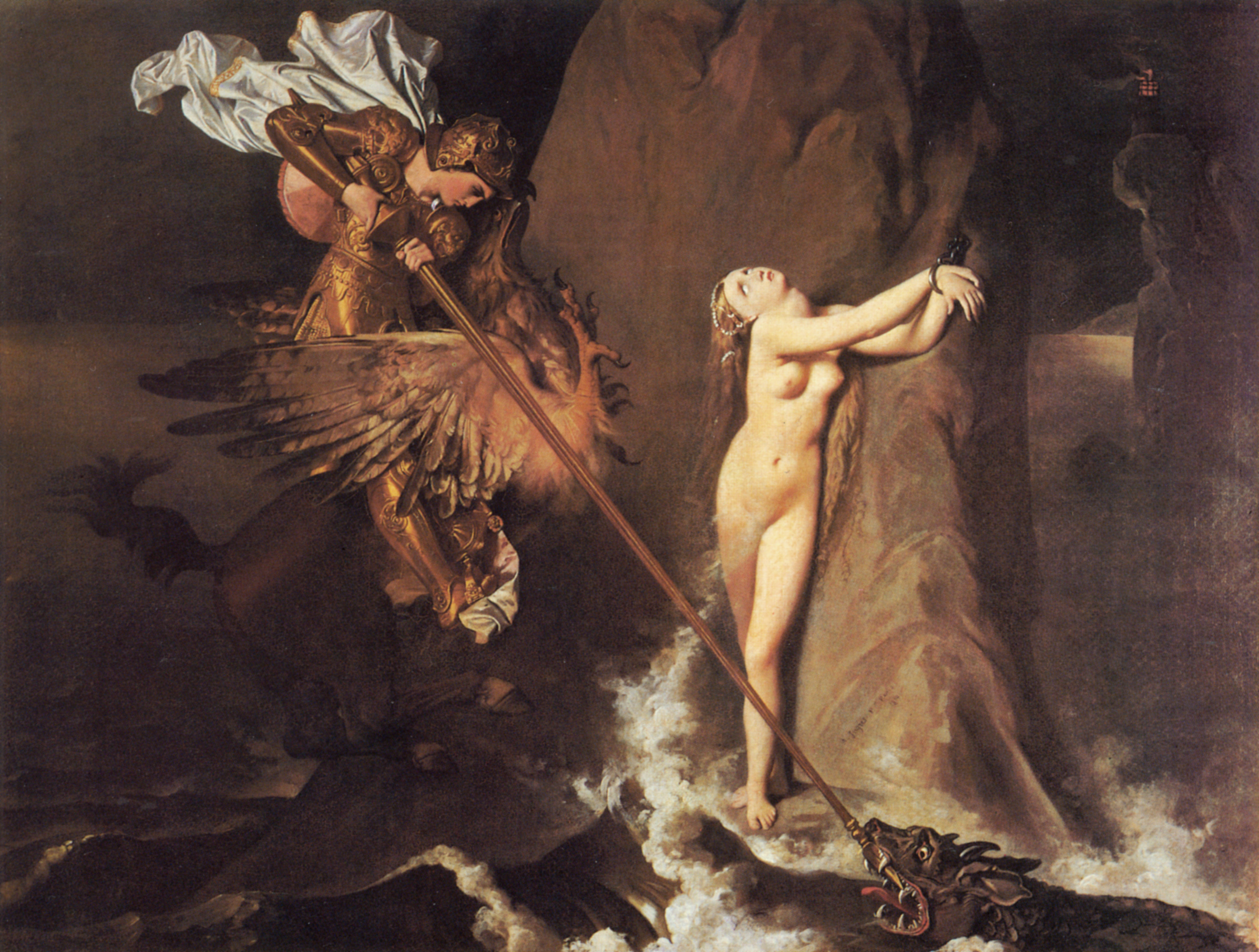
Rugiero rescatando a Angélica, por Jean Auguste Dominique Ingres (1819).

Orlando furioso es un poema épico caballeresco escrito por Ludovico Ariosto y cuya redacción definitiva se publicó en 1532. El poema ha ejercido una amplia influencia en la cultura posterior. La primera versión apareció en 1516, aunque el poema no se publicó en su forma completa hasta 1532. Orlando Furioso es una continuación del romance inacabado de Matteo Maria Boiardo Orlando Innamorato (Orlando enamorado, publicado póstumamente en 1495). En su ambientación histórica y sus personajes, comparte algunos rasgos con la Chanson de Roland (en francés antiguo) del siglo XI, que narra la muerte de Roldán. La historia es también un libro de caballerías que se inscribe en una tradición que comienza a finales de la Edad Media y que continuó siendo popular en el siglo XVI y hasta bien entrado el XVII.
Orlando es el caballero cristiano conocido en francés como Roland, y en español como Roldán. La historia tiene como telón de fondo la guerra entre los paladines cristianos de Carlomagno y el ejército sarraceno que ha invadido Europa e intenta derrocar el imperio cristiano. El poema trata de la guerra y el amor y del ideal romántico de la caballería. Mezcla realismo y fantasía, humor y tragedia. El escenario es el mundo entero, más un viaje a la Luna. El amplio elenco de personajes incluye a cristianos y sarracenos, soldados y hechiceros, y criaturas fantásticas como un gigantesco monstruo marino llamado la Orca y un caballo volador llamado hipogrifo. En su complicada estructura episódica se entrelazan muchos temas, pero los más importantes son el amor no correspondido del paladín Orlando por la princesa pagana Angélica, que le lleva a la locura; el amor entre la guerrera cristiana Bradamante y el sarraceno Rugiero, que se supone que son los antepasados de los mecenas de Ariosto, la familia d'Este de Ferrara, y la guerra entre cristianos e infieles.
El poema está dividido en cuarenta y seis cantos, cada uno de los cuales contiene un número variable de estancias de ocho versos en octava real (un esquema de rima de abababcc). La octava real se había utilizado en anteriores epopeyas románticas italianas, como Morgante, de Luigi Pulci, y Orlando Innamorato, de Boiardo. La obra de Ariosto tiene 38.736 versos en total, lo que la convierte en uno de los poemas más largos de la literatura europea.

## La obra
El poema y epopeya, extensísimo, se compone de cuarenta y seis cantos escritos en octavas (38.736 versos) por los que deambulan personajes del ciclo carolingio, algunos del ciclo bretón (gruta de Merlín, visita de Reinaldos de Montalbán a Inglaterra) e incluso algunos seres inspirados en la literatura clásica griega y latina. Es, y así la presenta el autor, una continuación del Orlando enamorado de Matteo Maria Boiardo. Allá donde dejó este inacabada su obra, la derrota del ejército de Carlomagno en los Pirineos por los moros, es donde arranca Ariosto la suya, que suele, al reintroducir los personajes de su predecesor, dedicar una o dos octavas a resumir las aventuras narradas por Boiardo en el Enamorado.
A pesar de su título, Orlando (o Roldán, si se prefiere) no es el protagonista absoluto del poema, sino uno de los personajes principales que aparecen en él: la obra es un continuo entrelazarse de historias de distintos personajes que van apareciendo y desapareciendo en la narración, encontrándose y distanciándose, según se le antoja a Ariosto; a tela que constituyen diversos hilos paralelos que hábilmente sabe tejer el autor:
Mas pues son menester de varias telas

varios hilos, que tanto urdir pretendo,

dejo a Reinaldo en suerte semejante

y vuelvo con su hermana Bradamante.
(Orlando furioso, II, 30, vv. 5–8)
No hay, pues, en la obra la unidad de acción que, posteriormente, tanto preocupó a los teóricos y poetas renacentistas y que llevó a Torquato Tasso a escribir de muy diferente modo su Jerusalén liberada. Pero a pesar de que un resumen de la obra sería un discurso muy largo, pueden establecerse tres puntos en torno a los que gira la obra:
- El tema épico representado por la lucha entre moros y cristianos y los distintos combates que protagonizan entre sí los héroes del poema.

Las damas, héroes, armas y decoros,

amor y audaces obras ahora canto

del tiempo aquel en que cruzaron moros

de África el mar, y a Francia dieron llanto,
(Orlando furioso, I, 1, vv. 1–4)
- El tema amoroso cuya figura central es Angélica y el secundario más sobresaliente Orlando. Uno de estos sucesos amorosos es el que da nombre a la obra, «cuando halló [don Roldán] en una fuente las señales de que Angélica la Bella había cometido vileza con Medoro, de cuya pesadumbre se volvió loco, y arrancó los árboles, enturbió las aguas de las claras fuentes, mató pastores, destruyó ganados, abrasó chozas, derribó casas, arrastró yeguas, e hizo otras cien mil insolencias dignas de eterno nombre y escritura», según nos cuenta don Quijote antes de emprender su penitencia en Sierra Morena.

Diré de Orlando en este mismo trino

cosa no dicha nunca en prosa o rima,

pues loco y en furor de amor devino

hombre que antes gozó por sabio estima;
(Orlando furioso, I, 2, vv. 1–4)
- El tema laudatario de exaltación de la Casa d'Este, señores de Ferrara en tiempos de Ariosto. La obra, de hecho, está dedicada por Ariosto allo Ilustrissimo e Reverendissimo Cardinale donno Ippolito da Este, suo signore.

Os plegue, hercúlea prole generosa,

adorno y esplendor del siglo nuestro,

Hipólito, aceptar esto que osa

y daros sólo alcanza un siervo vuestro.
(Orlando furioso, I, 3, vv. 1–4)
No obstante se trate de un poema épico fabuloso e inverosímil, el Ariosto salpica el texto de aventuras que a veces se antojan casi bufonadas, como la fabulilla del canto XXVIII en que una reina retoza con un enano contrahecho; o de ironías punzantes, que devuelven al lector a la realidad más verosímil como el comentario aquel que vierte luego de haber Angélica sostenido ante Sacripante que después de todas sus aventuras se mantenía aún virgen:
Quizás era verdad, mas no creíble

para quien fuese de razón provisto
(Orlando furioso, I, 56, vv. 1–2)

## Argumento
Nota inicial: La trama del Furioso está salpicada de historias secundarias, fábulas, encomios a los duques de Ferrara, relaciones de hechos presentados como adivinaciones, etc. que interrumpen habitualmente las aventuras de los personajes principales y cuya inclusión en este apartado se ha evitado aquí deliberadamente.
Ariosto comienza la acción de su Furioso un poco antes del punto en que abruptamente termina la del incompleto Enamorado: Orlando acaba de regresar de sus aventuras por Oriente en custodia de la bella Angélica (de la que ha caído rendidamente enamorado), y se presenta en el campamento cristiano de los Pirineos donde Carlomagno pretende hacer frente a la invasión sarracena de Agramante, rey de África, y Marsilio, rey de Zaragoza. Se halla allí Reinaldo, que disputa también por el amor de Angélica, muy a pesar de ella que lo odia; a causa de haber bebido ambos de dos fuentes diversas: Reinaldo de la fuente del Amor y Angélica de la del Odio. La víspera de la batalla Carlomagno, para evitar litigio alguno entre Orlando y Reinaldo, confía la princesa a Námo, duque de Baviera, y promete que será de aquel cuyo valor más se distinga frente a los moros.
Pero los cristianos son completamente vencidos y Angélica aprovecha la confusión para huir a lomos de un palafrén. Durante su huida es descubierta y perseguida por Reinaldo, que ha perdido su caballo Bayardo y anda en su busca. A pesar de la desventaja de Reinaldo, que debe seguirla a pie, es alcanzada dos veces; pero primero Ferragús, sobrino de Marsilio, y luego Sacripante, rey de Circasia, (ambos también enamorados de Angélica) entorpecen la persecución de Reinaldo. Finalmente Angélica topa con un ermitaño que sabe nigromancia y al que cuenta su caso. El ermitaño invoca un demonio que en hábito de paje hace creer a Reinaldo que Angélica ha regresado a París junto a Orlando. Reinaldo, que en este punto recupera a Bayardo, regresa furioso a París, donde Carlomagno ya está preparando el previsible asalto de los vencedores moros a su capital. A poco de llegar Reinaldo y sin que tenga tiempo de indagar sobre el paradero de Angélica, el Emperador le encomienda que viaje a Inglaterra para recabar refuerzos. Reinaldo acepta de mala gana el encargo y durante la travesía en barco lo sorprende una tormenta.
Mientras tanto, Bradamante, hermana de Rinaldo, va en busca de Rugiero que, aunque hijo del cristiano Rugiero de Reggio, ha sido criado por el mago Atlante, y sirve al rey Agramante. En el Enamorado Rugiero quedó, junto a Gradaso, rey de Sericana, hecho prisionero por un caballero que monta un hipogrifo. Durante su búsqueda topa con el pérfido Pinabel, de la casa de Maguncia, enemiga secular de la casa de Claramonte a la que pertenecen Reinaldo y Bradamante. No obstante, no se reconocen y Pinabel promete decirle dónde hallar el castillo del caballero del hipogrifo para que pueda rescatar, a la par que a Rugiero, a su amada. De camino descubre Pinabel la identidad de su compañera y, de secreto, urde traicionarla. Finalmente, encuentra la ocasión propiciando que se precipite Bradamante al fondo de una caverna. No muere la doncella de la caída y la cueva resulta ser la tumba de Merlín, donde se halla la maga Melisa. Allí Melisa le hace conocer cuál será su descendencia con Rugiero, la casa de Este; y qué industria deberá seguir para poder rescatarlo del castillo inexpugnable. Para ello debe hacerse con el anillo de Angélica, que ahora lleva el enano y ladrón Brunelo. El anillo tiene un doble poder mágico: puesto en el dedo, deshace cualquier encanto; puesto en la boca, vuelve invisible al que lo lleva. Bradamante encuentra a Brunelo, lo engaña para que la conduzca al castillo y, a la vista de la fortaleza le arrebata el anillo y lo ata a un árbol. Con el anillo en el dedo logra ser invulnerable a la magia de Atlante, que es el caballero del hipogrifo, y lo vence. El castillo desaparece, porque era todo obra de los encantamientos de Atlante, y los caballeros y damas que allí están, quedan libres. Entre ellos Rugiero, que se reencuentra brevemente con Bradamante, pero que al montar en el hipogrifo es conducido de nuevo involuntariamente lejos de la dama franca.

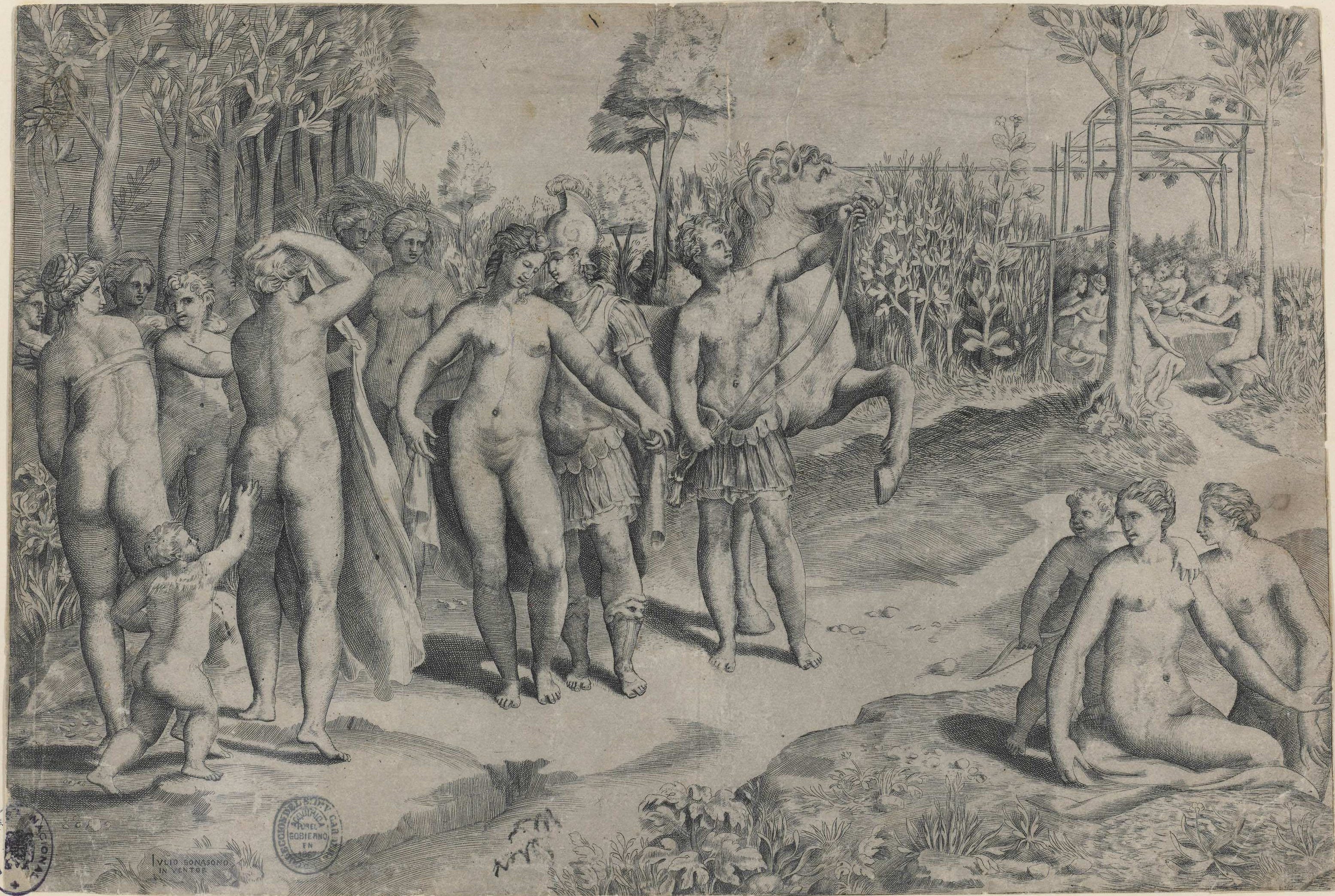
Giulio Bonasone: Rugiero en el jardín de Alcina. Buril. Biblioteca Nacional de España

El hipogrifo finalmente lleva a Rugiero hasta la isla de la maga Alcina, donde Astolfo, duque de Inglaterra, convertido en un mirto, le cuenta cómo ha sido amado de Alcina y, cómo después, lo ha reducido la maga a tal estado. Rugiero se propone abandonar la isla, pero acaba finalmente en la fortaleza de la maga. Allí queda prendado de los encantos de la encantadora y pierde memoria del mundo. Bradamante entretanto, busca a Melisa, le da el anillo mágico y le pide que busque a Rugiero. Esta cumple el cometido, le advierte a Rugiero de la falsedad de la maga y le aconseja usar el anillo. Rugiero hace tal, descubre el verdadero rostro de su seductora y se dispone a huir. Melisa por su parte devuelve a Astolfo su forma humana y junto a él marcha al reino de Logistila, donde después llegará también Rugiero.
Por su parte Reinaldo, después de atravesar Escocia, adonde lo había arrastrado la tormenta, llega a Inglaterra, recibe los deseados refuerzos del rey y con ellos toma el camino de París.
Angélica, que quedó en compañía de un ermitaño, es conducida por este a una playa solitaria, donde el viejo tiene el propósito de abusar de ella. No lo consigue por su avanzada edad y allí es raptada por el pueblo bárbaro de Ebuda que pretende darla viva en ofrenda a la Orca. En París, Orlando, consumido por el amor a Angélica tiene un sueño premonitorio que le advierte del peligro que corre su amada, y disfrazado abandona París en su búsqueda. Durante su camino tiene noticias del pueblo de Ebuda y sospechoso de que Angélica pueda estar allá, se embarca; pero una inoportuna tormenta lo arrastra a Países Bajos, donde socorre a la condesa Olimpia, que es hostigada por el rey Cimosco. Vence a este rey, repone a Olimpia y a su esposo Bireno en su primitiva dignidad, y se dispone a tomar rumbo a Ebuda. Sin embargo, Bireno se enamora de otra mujer y abandona a Olimpia a su suerte.
Vuelve la acción al reino de Logistila, donde Melisa instruye a Rugiero en la monta del hipogrifo. Este lo cabalga y viaja con él atravesando Asia y Europa. Pasa Inglaterra y después Irlanda y cerca, en la isla de Ebuda, contempla como una desnuda Angélica espera ser devorada por el monstruo marino. Logra rescatarla y huye con ella a la Bretaña francesa. Allí descabalgan ambos y Rugiero queda prendado de la belleza de Angélica, pero esta metiéndose en la boca el anillo que le había confiado previamente el caballero se vuelve invisible y huye de él y se determina a volver a su reino del Catay. A la vez que pierde a Angélica, pierde el hipogrifo al que había dejado atado a un árbol para poder hostigar a Angélica, Al poco Rugiero contempla cómo un gigante combate una mujer que le parece ser Bradamante y los sigue.
Olimpia, sola y abandonada. es capturada por las gentes de Ebuda que la ofrecen a la Orca a cambio de Angélica. Llega Orlando al fin a la isla, rescata a Olimpia y mata al monstruo. Llega también Uberto, rey de Irlanda, que se enamora de Olimpia, la toma por mujer y jura vengar la vileza de Bireno. Orlando, por su parte, decide continuar la búsqueda de Angélica, pero acaba engañado por Atlante que ha construido un palacio mágico en el que quien llega a él ve lo que más desea y pierde el tiempo persiguiéndolo en vano por sus habitaciones. Allí están ya presos de su propio deseo también Fierabrás, Sacripante, Gradaso y Brandimarte. Llega después Rugiero detrás del gigante y Bradamante, porque son estas en realidad figuras contrahechas que forman parte del encantamiento. Angélica, por casualidad, llega también al palacio, aunque el poder del anillo la libra de sus engaños. Ve a Sacripante y a Orlando y, como necesita un caballero que la proteja en la vuelta a su tierra, elige que este sea Sacripante. Se hace visible ante él, pero Orlando y Ferragús que están cerca también la ven. Al darse cuenta, huye la princesa y van tras ella los tres caballeros alejándose del palacio y de su encantamiento. Allí muda de consejo Angélica y decide que el poder del anillo le basta para viajar segura, así que se lo mete en la boca y desaparece de la vista de los tres. Entretanto Ferragús logra hacerse con el famoso yelmo de Almonte, que calaba Orlando.
Después de la pérdida del yelmo, se provee Orlando de otro y desbarata dos ejércitos de sarracenos. Tras ello, ve luz en una cueva y entra en ella. Dentro está prisionera la princesa Isabel hija del rey de Galicia y enamorada del príncipe Zerbino, hijo del rey de Escocia. Cuenta Isabel su historia y cómo ha sido que ha llegado a ser presa de unos malhechores en aquella horrible guarida. Llegan en esto los captores, Orlando los mata a todos y parte con Isabel a la que ofrece su protección. Por el camino topan con un caballero que va cautivo y en este punto, sin desvelar la identidad del caballero, vuelve su atención Ariosto sobre Bradamante.

## Redacción
Ariosto emprendió la continuación de la obra de Boiardo hacia 1505, diez años después de que la repentina muerte del conde de Scandiano hubiese dejado el Enamorado inconcluso. Pidió consejo a su amigo Bembo sobre cómo acometer la continuación y, a pesar de que este lo animó a proseguirlo en latín, desoyó el consejo y continuó la obra en el mismo metro (la octava) y con la misma lengua (el dialecto ferrarés) con los que Boiardo había escrito su obra. A los diez años, en abril de 1516 se publicó en Ferrara una primera versión del Furioso en cuarenta cantos dirigida principalmente a ser lectura de la corte ferraresa. No obstante, Ariosto no estaba del todo satisfecho con la primera versión de su obra, y, en 1521 publicó en Ferrara una segunda versión con pequeñas modificaciones y una lengua algo más toscana. Durante este tiempo, entre 1518 y 1519, escribió también cinco cantos (véase siguiente apartado), que no se resolvió a añadir a la obra.
La obra tuvo ya un considerable éxito con diecisiete reimpresiones, pero Ariosto se propuso aún hacerle una profunda revisión y acercarla más al público de toda Italia. Por aquella época bullía en Italia la «discusión sobre la lengua», esto es, la discusión sobre cuál debía ser la lengua culta italiana. Ariosto siguió la tesis defendida por Bembo, que publicó la considerada primera gramática del italiano (sus Prosas sobre la lengua vulgar) en 1524, y emprendió una profunda toscanización del texto siguiendo a Petrarca como modelo de lengua para su poesía. Además añadió seis cantos, con los que la obra llegó a los cuarenta y seis, y produjo notables modificaciones en el resto. Fruto de todo ello fue la tercera y definitiva versión de 1532.
El resultado de toda esta larga y dedicada elaboración es una obra singular, universalmente reconocida como una de las cumbre de la literatura europea. Con ella, las lenguas modernas logran al fin producir una poesía épica culta a la altura de las más admiradas de la Antigüedad Clásica; y la octava real se constituye definitivamente en las lenguas romances como la sucesora del hexámetro latino. Tal es la perfección formal que alcanza la octava del Ariosto, que suelen referirse a ella los críticos como octava de oro. Voltaire, rendidísimo admirador de esta obra, llegó a declarar en su Diccionario filosófico: «¡Cuán grande es el encanto natural de su poesía! Hasta el punto de que soy incapaz de leer uno solo de sus cantos traducido en prosa».

## Fortuna en España

### Traducciones
La obra, como en el resto de Europa, gozó pronto de gran fortuna en España, y ha sido traducida en varias ocasiones, principalmente en el siglo XVI y en el siglo XIX. Si se distingue entre aquellas que respetan la métrica original (la octava) y aquellas que no lo hacen, la relación completa es:
- En octavas reales:
  - La más temprana, de 1549, se debe al capitán Jerónimo de Urrea.[4] La traducción gozó de un extraordinario éxito editorial a pesar de que sus versos, forzados y ripiosos a veces, recuerdan más la toscos versos de Boiardo que los refinados de Ariosto. Es la traducción que en su Quijote censura severamente Cervantes por boca del cura (I,6). Aún hoy sigue editándose.
  - Un año después, en 1550, se publicó una justamente olvidada traducción de Hernando Alcocer,[5] que conoció la imprenta una sola vez.
  - En 1604 el lucentino Gonzalo de Oliva terminaba una nueva traducción en octavas que todavía permanece inédita. Diego Clemencín, quien dio en 1833 primera noticia de ella, escribió: «Oliva evitó los numerosos defectos de Urrea: tradujo fielmente; su versificación es fácil y armoniosa, y su libro, a pesar de algunos pequeños lunares, harto más digno de ver la luz pública que los de otros muchos traductores de su tiempo». Tras pasar casi dos siglos oculta fue redescubierta en 2017.[6]
  - La de 1878 de Vicente de Medina y Hernández,[7] editada en cuadernos.
  - En 1883, sacó el conde de Cheste[5] una traducción no del todo olvidada. Tiene esta traducción la curiosidad de incluir tres octavas (las tres primeras del segundo canto[8] de José de Espronceda, escritas como fruto de un ejercicio de juventud que se propusieron llevar a cabo Ventura de la Vega, el conde de Cheste y él mismo.
  - En 1984, el poeta Bonaventura Vallespinosa publicó Orland furiós, traducción completa al catalán en octavas, respetando les rimas y de una considerable calidad poética; ganó el Premi Sant Jordi de Traducció de 1984.
  - Wikisource trabaja en un traducción libre (entiéndase, bajo Copyleft) aún incompleta.[9]
- En otra estrofa o en prosa:
  - Diego Vázquez de Contreras[10] tradujo muy libremente en prosa el Orlando en 1585 con una aprobación elogiosa de Alonso de Ercilla, autor de La Araucana.
  - En silvas tradujo la obra Augusto de Burgos en 1846.
  - Para su Biblioteca ilustrada editó Gaspar y Roig[11] una traducción en prosa en 1851
  - En 1872 Manuel Aranda y Sanjuán publicó una prosificación en dos tomos.[12]
  - Francisco J. de Orellana publicó su versión en prosa en 1883.
  - José María Micó,[13] en 2005, publicó una versión en endecasílabos blancos que respeta la estructura de la octava, aunque no la rima, y procura conservar un pareado final, las más veces asonantado. Es Premio Nacional a la Mejor Traducción y, en Italia, Premio Nazionale per la Traduzione.

### Imitaciones y continuaciones
Aún más importante que sus traducciones es la honda huella que ha dejado la obra en la literatura española.
En el Quijote, ya sea en el de Cervantes o en el apócrifo de Avellaneda, es a menudo o citado o imitado o fuente de inspiración para alguna de las aventuras: es obra elogiosamente citada en el escrutinio (I,6); don Quijote cree ser don Reinaldos de Montalbán poco después (I,7), más adelante confunde una bacía de barbero con el yelmo de Mambrino, esto es, el que cubría la cabeza de don Reinaldos (I,21); la furia de Orlando es recordada por don Quijote en su penitencia en Sierra Morena (I,25), etc.
La imitación de Ercilla en la Araucana es tal que el más importante de los poemas épicos españoles parece un Orlando sin Orlandos: los cantos de la Araucana comienzan todos con un proemio que introduce la aventura que se tratará dentro de él; todos los cantos acaban invitando al lector a continuar la lectura en el siguiente o justificando la oportunidad de parar la acción en ese momento; el poema tiene un destinatario al que se dirige en segunda persona a menudo el poeta; etc.
Gozaron también de fortuna las continuaciones. Las más famosas son dos que retoman los amores de Medoro y Angélica, cuyo asunto había invitado a proseguir Ariosto en el canto XXX: Las lágrimas de Angélica de Luis Barahona de Soto y La hermosura de Angélica de Lope de Vega.